# ギリェルミ・アウグスト・アウヴェス・デラトーレ
ギリェルミ・アウグスト・アウヴェス・デラトーレ（Guilherme Augusto Alves Dellatorre, 1992年5月1日 - ）は、ブラジル・サンパウロ州サン・ジョゼー・ド・リオ・プレト出身のサッカー選手。ポジションはFW。

## 来歴
2010年にリオ・プレトECで選手となった。同年、デスポルチーヴォ・ブラジルに移籍。2011年にSCインテルナシオナルに期限付き移籍し、コパ・サンパウロ・ジ・フチボウ・ジュニオールで7得点を記録し得点王に輝いた。また、レコパ・スダメリカーナ2011にも出場しタイトル獲得に貢献した。しかしカンピオナート・ブラジレイロ・セリエAでは1得点も取る事が出来ず、U-20チームでトレーニングする事となった。
2012年7月6日にFCポルトBに1シーズンの期限付き移籍。2013年1月4日にトップチームに招集されたが、出場は無かった。
2013年7月3日にアトレチコ・パラナエンセに完全移籍。31試合5得点の結果を残し、クラブも3位で終えた。2014年1月31日にフットボールリーグ・チャンピオンシップのクイーンズ・パーク・レンジャーズFCに期限付き移籍。3月4日にユースチームで移籍後初出場。しかしトップチームでは1試合も出る事が出来なかった。2015年はカンピオナート・パラナエンセでは7試合2得点であったが、カンピオナート・ブラジレイロ・セリエAでは9試合無得点であった。
このため、2016年1月12日にタイ・リーグ1のスパンブリーFCに1年の期限付き移籍で加入した。2017年に完全移籍、Jリーグ アジアチャレンジでは鹿島アントラーズから2得点を奪った。
2017年12月19日にキプロス・ファーストディビジョンのAPOELニコシアに完全移籍。
2019年夏に再びスパンブリーに加入した。2020年にカンピオナート・ブラジレイロ・セリエDのミラソウFCに移籍。
2022年3月15日、アトレチコ・ゴイアニエンセからモンテディオ山形に完全移籍。
2023年12月8日、契約満了に伴う、退団が発表された。

## 個人成績
| 国内大会個人成績 | 国内大会個人成績 | 国内大会個人成績 | 国内大会個人成績 | 国内大会個人成績 | 国内大会個人成績 | 国内大会個人成績 | 国内大会個人成績 | 国内大会個人成績 | 国内大会個人成績 | 国内大会個人成績 | 国内大会個人成績 |
| 年度             | クラブ           | 背番号           | リーグ           | リーグ戦         | リーグ戦         | リーグ杯         | リーグ杯         | オープン杯       | オープン杯       | 期間通算         | 期間通算         |
| 年度             | クラブ           | 背番号           | リーグ           | 出場             | 得点             | 出場             | 得点             | 出場             | 得点             | 出場             | 得点             |
| 日本             | 日本             | 日本             | 日本             | リーグ戦         | リーグ戦         | リーグ杯         | リーグ杯         | 天皇杯           | 天皇杯           | 期間通算         | 期間通算         |
| ---------------- | ---------------- | ---------------- | ---------------- | ---------------- | ---------------- | ---------------- | ---------------- | ---------------- | ---------------- | ---------------- | ---------------- |
| 2022             | 山形             | 9                | J2               | 30               | 9                | -                | -                |                  |                  |                  |                  |
| 2023             | 山形             | 9                | J2               | 24               | 4                | -                | -                |                  |                  |                  |                  |
| 通算             | 日本             | 日本             | J2               | 54               | 13               | -                | -                |                  |                  |                  |                  |
| 総通算           | 総通算           | 総通算           | 総通算           | 54               | 13               | 0                | 0                |                  |                  |                  |                  |